# Rhinocricus biolleyi
Rhinocricus biolleyi är en mångfotingart som beskrevs av Henri W. Brölemann 1903. Rhinocricus biolleyi ingår i släktet Rhinocricus och familjen Rhinocricidae. Inga underarter finns listade i Catalogue of Life.